# Остапчук Дмитро
Дмитро Остапчук (1844, с. Тарасівка, нині  Тернопільського району Тернопільської області — 27 червня 1907, там само) — заможний український селянин (маєток становив 150 моргів землі), громадсько-політичний діяч. Дяк рідного села Тарасівка.

## Життєпис
Народився в 1844 році в с. Тарасівка, нині  Тернопільського району Тернопільської області, Україна (тоді Королівство Галичини і Володимирії, Австро-Угорщина).
Служив в армії Австро-Угорщини, мав звання офіцера. Як колишній офіцер добре володів німецькою мовою.
Активіст Русько-Української радикальної партії, посол Галицького Сейму у 1895-1901 роках (округ Збараж, IV курія, як радикал не входив до «Клубу руських послів соймових»), 1901-1907 роки (округ Збараж, IV курія, входив до «Руського соймового клубу»; склав мандат 29 жовтня 1903 року, був обраний повторно 14 червня 1904 року; по його смерті 1907 року послом в окрузі був обраний Шміґельський Андрій) роках, під час сесій сейму мешкав у домівці Івана Франка (разом з Степаном Новаківським). 
Обирався депутатом Збаразької повітової ради. Мав великий авторитет серед селян-виборців, успішно конкурував на виборах з дідичем Тадеєм Федоровичем.
У 1902 р. Іван Франко проживав в домі Д. Остапчука (напередодні жнив, під час селянських страйків). Брав участь у похороні Антона Грицуняка.
Батько Левка (успадкував від батька господарство),  і Яцка Остапчуків.